# José Miguel Rodrigues
José Miguel Rodrigues é arquitecto e professor na FAUP. É coautor  da Nova Aldeia da Luz e prémio FAD Pensamento e Crítica em 2021 com o livro Palladio e o Moderno (Prefácio de Joana Couceiro), Circo de Ideias, 2020.
1. ↑  esiete. «Home». Premis FAD (em catalão). Consultado em 17 de julho de 2021